# Rodelas
Rodelas là một đô thị thuộc bang Bahia, Brasil. Đô thị này có diện tích 2575,088 km², dân số năm 2007 là 7691 người, mật độ 3 người/km².